# Нечёсово (Московская область)
Нечёсово — деревня в городском округе Шаховская Московской области.

## Население
| 1859 | 1926 | 2002 | 2006 | 2010 |
| ---- | ---- | ---- | ---- | ---- |
| 178  | ↗228 | ↘7   | →7   | ↘2   |

## География
Деревня расположена в южной части округа, примерно в 16 км к юго-востоку от райцентра Шаховская, на правом берегу запруженной малой речки Житонки, правого притока реки Рузы, высота центра над уровнем моря 223 м. Ближайшие населённые пункты — Большое Сытьково на противоположном берегу реки, Фомкино на юго-западе и Житаха на северо-востоке.
В деревне одна улица — Новая.

## Исторические сведения
Около 1769 года деревня Нечесова числилась в Можайском уезде Московской губернии, во владении Коллегии экономии, ранее Симонова монастыря. В деревне 21 душа.
В середине XIX века деревня Нечесово относилась ко 2-му стану Можайского уезда Московской губернии и принадлежало Департаменту государственных имуществ. В деревне было 22 двора, крестьян 101 душа мужского пола и 75 душ женского.
В «Списке населённых мест» 1862 года — казённая деревня 2-го стана Можайского уезда Московской губернии по правую сторону Волоколамского тракта из города Можайска, в 45 верстах от уездного города, при пруде и колодце, с 28 дворами и 178 жителями (94 мужчины, 84 женщины).
По данным на 1890 год входила в состав Канаевской волости, число душ мужского пола составляло 94 человека.
В 1913 году — 35 дворов.
В 1917 году Канаевская волость была присоединена к Волоколамскому уезду, а в 1924 году ликвидирована согласно постановлению президиума Моссовета, и деревня была включена в состав Серединской волости.
По материалам Всесоюзной переписи населения 1926 года — деревня Б. Сытьковского сельсовета, проживало 228 человек (110 мужчин, 118 женщин), велось 52 крестьянских хозяйства.
С 1929 года — населённый пункт в составе Шаховского района Московской области.
1994—2006 гг. — деревня Серединского сельского округа Шаховского района.
2006—2015 гг. — деревня сельского поселения Серединское Шаховского района.
2015 г. — н. в. — деревня городского округа Шаховская Московской области.